# Segment (językoznawstwo)
Segment – jednostka, którą można wydzielić analizując dowolny ciąg mowy ludzkiej. W fonetyce podstawową jednostką jest głoska, natomiast w fonologii – fonem. Oba poziomy analizy uznają jednak fakt podzielności mowy na jednostki występujące jedna po drugiej.
Dział fonologii zajmujący się zjawiskami zachodzącymi na poziomie segmentów nazywany jest fonologią segmentalną, natomiast dział opisujący zjawiska obejmujące większe jednostki niż segmenty – fonologią suprasegmentalną.
W teorii klasycznej fonologii generatywnej segment jest definiowany jako wiązka cech dystynktywnych, na których operują reguły fonologiczne. Sam segment nie jest jednak w świetle tej teorii operatywną jednostką fonologiczną.